# Sceliphron fossuliferum
Sceliphron fossuliferum är en biart som först beskrevs av Giovanni Gribodo 1895.
Sceliphron fossuliferum ingår i släktet Sceliphron och familjen grävsteklar.

## Underarter
Arten delas in i följande underarter:
- Sceliphron fossuliferum complex
- Sceliphron fossuliferum fossuliferum
- Sceliphron fossuliferum voeltzkowii